# اچ‌دی ۷۳۳۹۰
اچ‌دی ۷۳۳۹۰ یک ستاره است که در صورت فلکی شاه‌تخته قرار دارد.